# Tristemonanthus
Tristemonanthus Loes. – rodzaj roślin należący do rodziny dławiszowatych (Celastraceae R. Br.). Obejmuje 2 gatunki występujące naturalnie w strefie międzyzwrotnikowej zachodniej Afryki.

## Systematyka
Pozycja i podział według APWeb (2001...)
Rodzaj należący do rodziny dławiszowatych (Celastraceae R. Br.), rzędu dławiszowców (Celestrales Baskerville), należącego do kladu różowych w obrębie okrytonasiennych.
Wykaz gatunków
- Tristemonanthus mildbraedianus Loes.
- Tristemonanthus nigrisilvae (N.Halle) N.Halle